# Melody (Sigala)
Melody is een nummer van de Britse dj Sigala uit 2022. Het is de vijfde single van zijn tweede studioalbum Every Cloud.
Sigala schreef het nummer naar eigen zeggen in een studio in Londen met een groep goede vrienden. Het nummer werd een bescheiden hit op de Britse eilanden en bereikte de 31e positie in het Verenigd Koninkrijk. In de Nederlandse Top 40 was de plaat succesvoller met een 10e positie, terwijl het in de Vlaamse Ultratop 50 de 35e positie bereikte.

## Tracklijst
- Muziekdownload

1. "Melody" - 2:47